# 尼古拉·布尔利亚耶夫
尼古拉·彼得罗维奇·布尔利亚耶夫（羅馬化：Nikolay Petrovich Burlyayev；1946年8月3日—）是苏联和俄罗斯演员兼电影导演。
布尔利亚耶夫出生于一个演员家庭，所以他从小就开始了他的电影和戏剧生涯。他因在安德烈·塔尔科夫斯基的《伊万的童年》中扮演主角而闻名。四年后，他再次与塔尔科夫斯基合作，在《安德烈·鲁布廖夫》中饰演鲍里斯卡。
他在2021年国家杜马选举中当选为国家杜马议员。

## 生平
布尔利亚耶夫在莫斯科舒金戏剧学校主修表演，并于1967年毕业。布尔利亚耶夫毕业于VGIK电影导演学院，师从米哈伊尔·罗姆和列夫·库利贾诺夫。
自1991年以来，布尔利亚耶夫一直是一年一度的黄金骑士（Zolotoi Vityaz）莫斯科斯拉夫和东正教人民电影节的创始人和导演，自1996年以来，他一直是斯拉夫和东正教人民电影摄影师国际协会的创始人和主席。
2014年3月，布尔利亚耶夫签署了一封信，支持俄罗斯总统普京关于俄罗斯军事干预乌克兰的立场。他强调自己是东正教派，多次尖锐地表达了对非传统性取向者的消极态度，称自己是恐同者。

### 制裁
布尔利亚耶夫于2022年因俄乌战争而受到英国政府和美国财政部的制裁。

## 电影
- 1961年：《男孩与鸽子（英语：The Boy and the Dove）》饰演男孩
- 1961年：《疯狂者的审判（英语：Judgment of the Mad）》饰演山姆·哈格
- 1962年：《伊万的童年》饰演伊万
- 1962年：《无惧无责（英语：No Fear, No Blame）》饰演尤拉·索罗金
- 1963年：《生命简介（英语：Introduction to Life）》饰演奥列格
- 1964年：《暴风雪（英语：The Blizzard (1964 film)）》饰演兰瑟
- 1966年：《我们时代的英雄（英语：Hero of Our Time (film)）》饰演盲人
- 1966年：《安德烈·鲁布廖夫》饰演鲍里斯卡
- 1966年：《男孩与女孩（英语：A Boy and a Girl (1966 film)）》饰演男孩
- 1968年：《两个同志正在服役（英语：Two Comrades Were Serving）》饰演谢尔盖·卢卡舍维奇
- 1969年：《妈妈结婚了（英语：Mama Married）》饰演鲍里斯·戈卢别夫
- 1969年：《家庭幸福（英语：Family Happiness (film)）” 饰演伊万·舒帕尔采夫
- 1969年：《不在管辖范围内（英语：Not Under the Jurisdiction）》为谢廖扎配音（弗拉基米尔·库兹涅佐夫饰演）
- 1971年：《电报（英语：Telegram (film)）》饰演吉娜的儿子格列布
- 1974年：《石头天空下（英语：Under en steinhimmel）》饰演廖沙·瓦西里耶夫
- 1974年：《目标选择（英语：Take Aim）》饰演费佳
- 1974年：《伊万和玛丽亚（英语：Ivan and Marya）》作为侯爵
- 1979年：《奥勃洛莫夫一生中的几天》饰演奥莉加的访客
- 1979年：《小悲剧（英语：Little Tragedies (film)）》饰演阿尔伯，年轻的男爵
- 1983年：《战时浪漫（英语：Wartime Romance）》饰演亚历山大·涅图日林
- 1984年：《床下别人的妻子和丈夫（英语：Another Man's Wife and a Husband Under the Bed (film)）》饰演特沃罗戈夫
- 1985年：《公路审判（英语：Trial on the Road）》饰演年轻警察（1970年拍摄）
- 1985年：《小鹿斑比的童年（英语：Bambi's Childhood）》饰演青少年斑比
- 1986年：《莱蒙托夫（英语：Lermontov (film)）》饰演米哈伊尔·莱蒙托夫/尼古拉·果戈里（也是导演）
- 1994年：《大师与玛格丽塔（英语：The Master and Margarita (1994 film)）》饰演Yeshua Ha-Notsri
- 1995年：《多么精彩的游戏（英语：What a Wonderful Game）》饰演米哈伊尔·米哈伊洛维奇
- 2008年：《无畏上将高尔察克》饰演尼古拉二世